# Shooto
Шуто (англ. Shooto) — міжнародна спортивна організація зі змішаних бойових мистецтв. Була заснована у 1985 році відомим японським спортсменом Саторі Саяма. Учасників боїв під егідою Шуто часто йменують шутерами. У перекладі з японської мови (япон. 修斗) дослівно назва означає "вивчати бойові мистецтва".

## Історія
У 1985 році відомий японський реслер Саторі Саяма вирішив створити реальний спорт, який би мав дуже ефектний вигляд. Спершу федерація мала назв New Martial arts (укр. Нові бойові мистецтва), однак згодом була перейменована на Shooto (слово з реслерської термінології, означає реальний поєдинок). На відміну від таких японських промоуцій на кшталт Universal Wrestling Federation та New Japan Pro Wrestling.

## Стилі та правила
За правилами перемогу бійцю може бути присуджено внаслідок нокауту чи підкорення опонента. Також бій може бути зупинений головним суддею.